# یواس‌اس گانل (اس‌اس-۲۵۳)
یواس‌اس گانل (اسٰ‌اس-۲۵۳) (به انگلیسی: USS Gunnel (SS-253)) یک زیردریایی بود که طول آن ۳۱۱ فوت ۹ اینچ (۹۵٫۰۲ متر) بود. این زیردریایی در سال ۱۹۴۲ ساخته شد.